# Велене
Велене (на словенски: Velenje) е град в Словения. Населението му е 24 939 жители (по приблизителна оценка от януари 2018 г.). Площта му е 12,6 кв. км. Намира се в часова зона UTC+1. Модерната част на града е построена през 50-те години на 20 век. В района има залежи на лигнитни въглища.